# كأس الأمير 1992–93
أقيمت بطولة كأس الأمير الحادية والثلاثون في موسم 1992/1993، وقد شارك في البطولة جميع الفرق.

## الفرق المشاركة
- نادي السالمية
- نادي الساحل الكويتي
- نادي النصر الكويتي
- نادي الشباب الكويتي
- نادي التضامن الكويتي
- نادي الكويت
- نادي كاظمة
- نادي الجهراء
- نادي الفحيحيل
- نادي الصليبيخات
- نادي اليرموك
- نادي خيطان
- نادي القادسية الكويتي
- نادي العربي الكويتي

## الدور التمهيدي
- نادي السالمية × نادي الساحل الكويتي (4:5) ضربات جزاء ترجيحية.
- نادي النصر الكويتي × نادي الشباب الكويتي (1:2)
- نادي التضامن الكويتي × نادي الكويت (2:3)
- نادي كاظمة × نادي الجهراء (4:5) ضربات جزاء ترجيحية.
- نادي الفحيحيل × نادي الصليبيخات (2:3)
- نادي اليرموك × نادي خيطان (4:5) ضربات جزاء ترجيحية.

## الدور الربع نهائي
- نادي اليرموك × نادي كاظمة (5:6) ضربات جزاء ترجيحية.
- نادي التضامن الكويتي × نادي الفحيحيل (0:1)
- نادي النصر الكويتي × نادي العربي الكويتي (4:5) ضربات جزاء ترجيحية.
- نادي السالمية × نادي القادسية الكويتي (4:5) ضربات جزاء ترجيحية.

## الدور النصف نهائي
- نادي السالمية × نادي التضامن الكويتي (1:2)
- نادي اليرموك × نادي النصر الكويتي (0:1)

## مباراة تحديد المركزين الثالث والرابع
- نادي التضامن الكويتي × نادي النصر الكويتي (2:4)

## النهائي
- نادي السالمية × نادي اليرموك (0:5)

سجل أهداف السالمية :
- علي مروي
- نواف المرطة
- جاسم الهويدي (3)

## هداف البطولة
- علي مروي (السالمية) وجاسم الهويدي (السالمية) 5 أهداف.